# Classe Themistokles
Appartenenti alla Classe Gearing, i sette cacciatorpediniere della classe Themistokles furono acquistati dalla Polemikó Nautikó negli anni Settanta del XX secolo. Sottoposti a un limitato programma di modernizzazione nel corso degli anni ottanta, ricevettero nuovo armamento, sonar, radar di tiro e sistema di controllo del fuoco. Tutte le unità furono radiate dal servizio entro la fine del 1997. Per fornire pezzi di ricambio, il 2 agosto 1980 fu acquistato il cacciatorpediniere DD-829 Myles C. Fox e l’8 luglio 1981 il DD-880 Dyess, entrambi appartenenti alla stessa classe, che in seguito furono demoliti.

## Storia

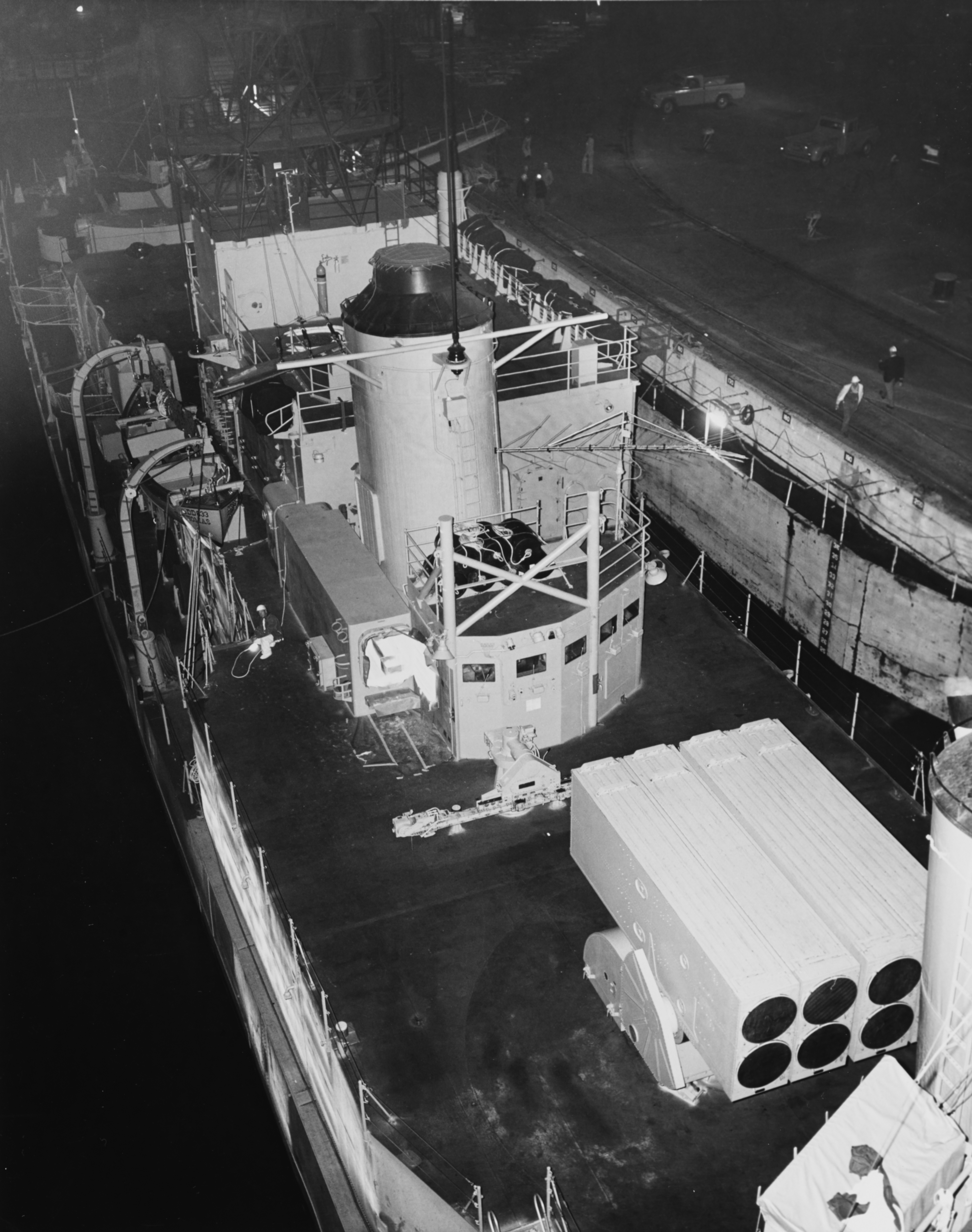
Un lanciatore ASROC a bordo di cacciatorpediniere americano classe Gearing.

A partire dai primi anni settanta del XX secolo il governo greco, allora retto da un regime militare, diede il via a un piano di potenziamento della marina militare mediante l'acquisto in ambito NATO di alcuni cacciatorpediniere americani Classe Gearing e Sumner provenienti dal "surplus" dell'US Navy.
La prima unità della classe, il D-210 Themitokles, fu trasferita alla Marina Greca il 3 febbraio 1973, anche se era stata preceduta dalla seconda unità, il D-212 Kanaris (in lingua greca Κανάρης), l’ex DD-888 John H. Stickell modificato secondo il Programma FRAM I, il cui passaggio di bandiera era avvenuto a Norfolk, Virginia, il 1 luglio 1972, e il cui comando era stato assunto dal Cdr. K. Zografos. Dopo aver completato l’addestramento dell’equipaggio e un ciclo di esercitazioni operative, il D-212 Kanaris arrivò in Grecia il 29 marzo 1973, entrando a far parte della flottiglia cacciatorpediniere.

### Il mancato programma di ammodernamento a cura dei Cantieri Navali Riuniti
Nel 1977 la Marina greca aveva deciso di ammodernare le quattro unità allora in servizio attivo (D-210 Themitokles, D-212 Kanaris, D-213 Kontouriotis e D-214 Sachtouris) con un radicale programma di ricostruzione a cura dei Cantieri Navali Riuniti di Genova. Le navi avrebbero ricevuto un nuovo armamento basato su un impianto binato per cannoni Mk-38 cal. 127/38 mm, un lanciatore ottuplo per missili superficie-aria Selenia Albatros in posizione sopraelevata prodiera, 4 contenitori-lanciatori per missili superficie-superficie Aérospatiale MM-38 Exocet a centro nave, due impianti singoli per cannoni a doppio scopo OTO-Melara Compatto cal. 76/62 mm in posizione poppiera a dritta e a sinistra dell’hangar per elicottero antisommergibile Agusta-Bell AB 212 ASW. L’elettronica avrebbe contato su un nuovo radar di scoperta aerea Selenia RAN-10S, nuovo radar di navigazione SMA 3 RM 20, 2 centrali per il controllo del tiro Selenia NA-10 Argo, sonar di scafo attivo AN/SQS-23 e sonar a profondità variabile AN/SQA-10. A causa degli alti costi e dell’età delle navi il programma fu abbandonato, sostituito da uno più limitato. Infatti nel 1978 il D-210 Themistokles ricevette un primo ammodernamento sbarcando l’impianto binato sopraelevato poppiero Mk-38 da 127/38 mm, sostituito da un ponte di volo dotato di hangar telescopico per un elicottero antisommergibile Aérospatiale Alouette III. Radiato definitivamente il 31 agosto 1992, il Themistokles fu affondato come nave bersaglio dal sommergibile S-111 Nereus e dalla motosilurante P-53 Kyklon il 12 settembre 2001 vicino all’isola di Creta.

### La versione lanciamissili

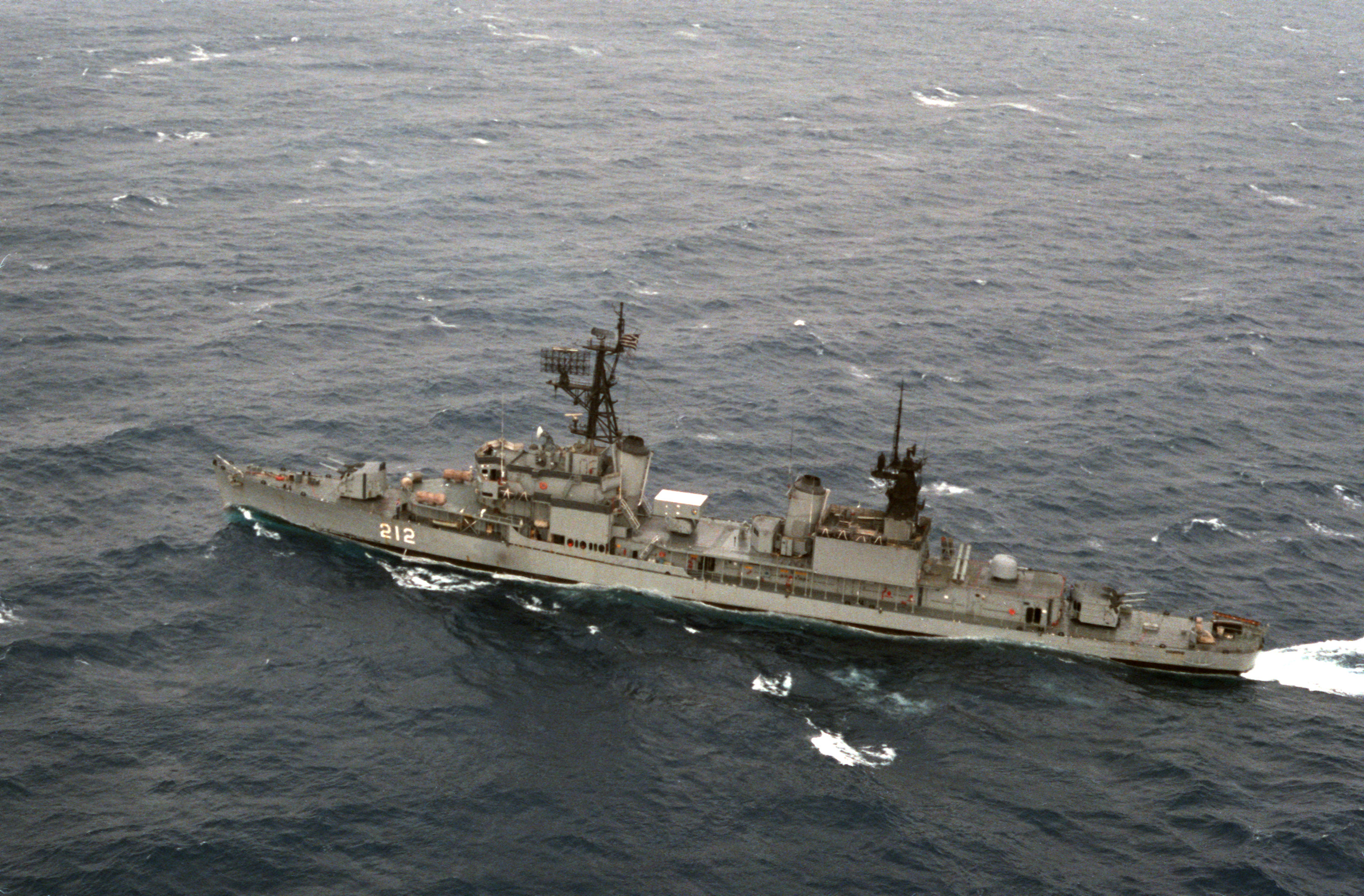
Il cacciatorpediniere lanciamissili Kanaris

Il cacciatorpediniere D-212 Kanaris eseguì numerose missioni di pattugliamento nel mar Egeo prendendo parte ai brevi conflitti con la Turchia del 1974 e del 1987. Nel corso degli anni l’armamento fu modificato con l’imbarco di 2 LM binati per missili superficie-superficie McDonnell-Douglas RGM-84 Harpoon, di un cannone a d.s. OTO-Melara Compatto cal. 76/62 mm e di un cannone Bofors da 40/70 mm. Radiato definitivamente dal servizio il 15 settembre 1993, fu demolito nel 2002.
L’altra unità ad essere trasformata in lanciamissili fu il D-215 Tombazis (ex DD-783 Gurke) fu trasferito alla marina greca il 20 marzo 1977, intitolato all’ammiraglio Iakovos Tombazis. Servì come nave ammiraglia della flotta tra il 1980 e il 1981, venendo modificata con l’installazione di un cannone a d.s OTO-Melara Compatto da 76/62 mm, 2 lanciatori binati per missili superficie-superficie McDonnell-Douglas RGM-84 Harpoon, e sistema di appontaggio per un elicottero leggero.
Rimasto in servizio attivo fino al 1994, fu definitivamente radiato il 12 gennaio 1997, e nel gennaio dell’anno successivo trasferito nella baia di Suda, Creta, dove fu posto in deposito.

### La versione antisommergibile
Il D-213 Kontouriotis fu trasferito alla marina greca il 10 luglio 1973, armato con il sistema RUR-5A ASROC. La nave ebbe poi armamento modificato con l’imbarco di un cannone a d.s. OTO-Melara Compatto da 76/62 mm e un cannone a.a. Bofors L60 cal. 40/60 mm, venendo radiato dal servizio nel 1995. Trasferito nella baia di Suda, Creta, nel gennaio 1998 vi rimase in deposito fino alla demolizione.
Il D-214 Sachtouris fu trasferito nel 1974 senza lanciatore ASROC, che fu installato durante il ciclo di lavori presso i Cantieri Navali Riuniti di Genova eseguito nei primi anni Ottanta. L’unità imbarcò anche un cannone a d.s. OTO-Melara Compatto da 76/62 mm e un cannone a.a. Bofors L60 cal. 40/60 mm e rimase in servizio fino ai primi anni Novanta. Fu demolito in Turchia nel 2002.
Il D-216 Apostolis fu trasferito alla Grecia l’8 agosto 1980, venendo poi modificato nell’armamento come le precedenti due. Rimase in servizio attivo fino al 1993 e poi conservato presso la baia di Suda per un certo periodo. Demolito a partire dal 4 marzo 2003.
L’ultima unità della classe ad entrare in servizio fu il D-217 Kriezis trasferito l’8 luglio 1981, fu modificato nell’armamento come le precedenti, venendo poi radiato dal servizio nel 1994. Conservato presso la baia di Suda per un certo periodo, l’8 aprile 2002 partì alla volta della Turchia dove fu demolito.

## Navi della classe
| Nome               | Arsenale           | Servizio                        | Storia | Fine |
| D-210 Themistokles | Bath Iron Works    | 3 febbraio 1973-31 agosto 1992  | Ex cacciatorpediniere DD-712 Frank Knox, fu consegnato con armamento su sei pezzi da 127/28 mm, 2 lanciasiluri tripli Mk-32 per siluri ASW Mk 44 o Mk 46, 2 lanciasiluri singoli Mk 25, 2 Hedgehog (con 24 bombe Mk.11). Nel 1978 fu dotato di ponte di volo ed hangar telescopico per 1 elicottero antisommergibile Aérospatiele Alouette III. | Radiato definitivamente il 31 agosto 1992, fu affondato come nave bersaglio dal sommergibile S-111 Nereus e dalla motosilurante P-53 Kyklon il 12 settembre 2001 vicino all’isola di Creta. |
| D-212 Kanaris      | Consolidated Steel | 1 luglio 1972-15 settembre 1993 | Ex cacciatorpediniere DD-888 John H. Stickell Gearing FRAM I, consegnato con il lanciatore ASROC. La nave ebbe armamento modificato con l’imbarco di sistemi missilistici superficie-superficie RGM-84 Harpoon. | Radiato nel settembre 1993, fu demolito nel 2002. |
| D-213 Kontouriotis | Bethlehem Steel    | 10 luglio 1973-1995             | Ex cacciatorpediniere DD-851 Rupertus appartenente alla serie Gearing FRAM I, consegnato con il lanciatore ASROC. La nave ebbe armamento modificato con l’imbarco di un cannone a d.s. OTO-Melara Compatto da 76/62 mm e un cannone a.a. Bofors L60 cal. 40/60 mm.                                                                              | Radiato dal servizio nel 1995. |
| D-214 Sachtouris   | Bethlehem Steel    | 1974-1993                       | Ex cacciatorpediniere DD-869 Arnold J. Isbell, appartenente alla serie Gearing FRAM I, fu consegnato senza lanciatore ASROC ma con due tubi lanciasiluri Mk 25. In seguito ricevette imbarco il sistema ASROC, un cannone a d.s. OTO-Melara Compatto da 76/62 mm e un cannone a.a. Bofors L60 cal. 40/60 mm.                                    | Demolito in Turchia nel 2002. |
| D-215 Tombazis     | Todd Pacific       | 20 marzo 1977-12 gennaio 1997   | Ex cacciatorpediniere DD-783 Gurke appartenente alla serie Gearing FRAM I, ebbe armamento modificato con l’imbarco di sistemi missilistici superficie-superficie RGM-84 Harpoon. | Radiato definitivamente nel 1997, fu poi demolito. |
| D-216 Apostolis    | Bath Iron Works    | 8 agosto 1980-1994              | Ex cacciatorpediniere DDR-885 Charles P. Cecil appartenente alla serie Gearing FRAM I, fu consegnato con ponte di volo per elicottero DASH. Ebbe armamento modificato con l’imbarco di un cannone a d.s. OTO-Melara Compatto da 76/62 mm e un cannone a.a. Bofors L60 cal. 40/60 mm.                                                            | Demolita a partire dal 4 marzo 2003. |
| D-217 Kriezis      | Consolidated Steel | 8 luglio 1981-1994              | Ex cacciatorpediniere DD-817 Corry appartenente alla serie Gearing FRAM I. Ebbe armamento modificato con l’imbarco di un cannone a d.s. OTO-Melara Compatto da 76/62 mm e un cannone a.a. Bofors L60 cal. 40/60 mm. | Demolito in Turchia a partire dal 2002. |

### Annotazioni
1. ↑  L’unità fu colpita da due siluri, un AEG-Telefunken SUT lanciato dal sommergibile e un Mk-8 lanciato dalla motosilurante.

### Fonti
1. 1 2 3  Chant 2014, p. 235.
2. 1 2 3 4  Chant 2014, p. 233.
3. 1 2 3 4 5 6 7  Aviazione & Marina Internazionale no.154, luglio-agosto 1978, p. 67.
4. 1 2 3  Aviazione & Marina Internazionale no.161, marzo 1979, p. 21.
5. 1 2  Moore 1985, p. 217.
6. ↑  Prézelin, Baker 1990, p. 215.
7. ↑  Gardiner, Chumbley 1995, p. 161.